# Bina Maju
Bina Maju is een bestuurslaag in het regentschap Kepulauan Meranti van de provincie Riau, Indonesië. Bina Maju telt 1200 inwoners (volkstelling 2010).